# Danh sách đảo theo tên (Z)
Danh sách dưới đây liệt kê các đảo bắt đầu bằng ký tự Z.
Đây là một danh sách chưa hoàn tất, và có thể sẽ không bao giờ thỏa mãn yêu cầu hoàn tất. Bạn có thể đóng góp bằng cách mở rộng nó bằng các thông tin đáng tin cậy.
A - B - C - D - Đ - E - F - G - H - I - J - K - L - M - N - O - P - Q - R - S - T - U - V - W - X - Y - Z

## Z
| Tên đảo       | Quần đảo / Nhóm đảo                                                   | Quốc gia                          |
| ------------- | --------------------------------------------------------------------- | --------------------------------- |
| Zakynthos     | Ionian Islands                                                        | Hy Lạp                            |
| Zamamijima    | Kerama Islands part of the Okinawa Islands part of the Ryukyu Islands | Nhật Bản                          |
| Ile Zanguille |                                                                       | Seychelles                        |
| Zanzibar      |                                                                       | Tanzania                          |
| Zave          |                                                                       | Seychelles                        |
| Zealand       |                                                                       | Đan Mạch                          |
| Zembra        |                                                                       | Tunisia                           |
| Zha Xi        | Lake Basum Tso, Tibet                                                 | Trung Quốc                        |
| Zhenbao       | Ussuri River                                                          | Trung Quốc                        |
| Zhifu         | Bohai Sea                                                             | Trung Quốc                        |
| Zhokova       | De Long Islands                                                       | Nga                               |
| Zhongshan Dao | Pearl River Delta, Ma Cao                                             | Trung Quốc                        |
| Zhoushan      | Chu San                                                               | Trung Quốc                        |
| Zhujiajian    | Chu San                                                               | Trung Quốc                        |
| Zlarin        |                                                                       | Croatia                           |
| Zug           | River Rouge, Michigan                                                 | Hoa Kỳ                            |
| Zuid-Beveland | Zeeland                                                               | Hà Lan                            |
| Żuławy        | Islands of Gdańsk Bay                                                 | Ba Lan                            |
| Zuqar         | Biển Đỏ                                                               | Tranh chấp giữa Eritrea and Yemen |